# Alfred Biolek
Alfred Franz Maria Biolek (ur. 10 lipca 1934 we Frysztacie, zm. 23 lipca 2021 w Kolonii) – niemiecki prawnik, dziennikarz, prezenter telewizyjny i autor książek kucharskich. Uważany za pioniera formatu talk-show w Niemczech. Do jego najpopularniejszych programów należały Boulevard Bio i alfredissimo!
Laureat nagrody Bambi (1994). Odznaczony Krzyżem Wielkim Orderu Zasługi Republiki Federalnej Niemiec.

## Życiorys
Pochodził z Niemców Sudeckich. Urodził się na Śląsku Cieszyńskim w katolickiej rodzinie prawnika i zastępcy burmistrza Freistadt – Josefa Biolka i Hedwig Lerch. Miał dwóch starszych braci. Pod koniec II wojny światowej, po zajęciu miasta przez Armię Czerwoną, rodzina Biolka została pozbawiona domu i majątku, następnie internowana i ostatecznie wysiedlona (w 1946 roku) do Niemiec, gdzie osiadła w Waiblingen, niedaleko Stuttgartu.
Biolek uczęszczał do Staufer-Gymnasium w Waiblingen, gdzie – jako jeden z pierwszych uczniów w powojennych Niemczech – wziął udział w wymianie szkolnej ze Stanami Zjednoczonymi w ramach programu American Field Service. Po maturze, w 1954 roku rozpoczął studia prawnicze we Fryburgu Bryzgowijskim, Monachium i Wiedniu. Następnie pracował jako asystent naukowy profesora Ernsta von Caemmerera na Uniwersytecie we Fryburgu, gdzie uzyskał doktorat z nauk prawnych w 1962 roku.
W 1963 roku Biolek został początkowo zatrudniony przez ZDF jako radca prawny w dziale prawnym, ale wkrótce przeszedł do redakcji – pracował między innymi jako prezenter w programach takich jak: Tips für Autofahrer, Urlaub nach Maß, Nightclub i Die Drehscheibe. W 1970 roku przeniósł się do Bavaria Film i zamieszkał w Monachium. Brał udział w życiu monachijskiej bohemy, należał m.in. do kręgu przyjaciół Rainera Wernera Fassbindera. W roku 1971 sprowadził do Monachium komików z grupy Monty Pythona, celem nagrania niemieckojęzycznej wersji ich programu Monty Python’s Fliegender Zirkus.

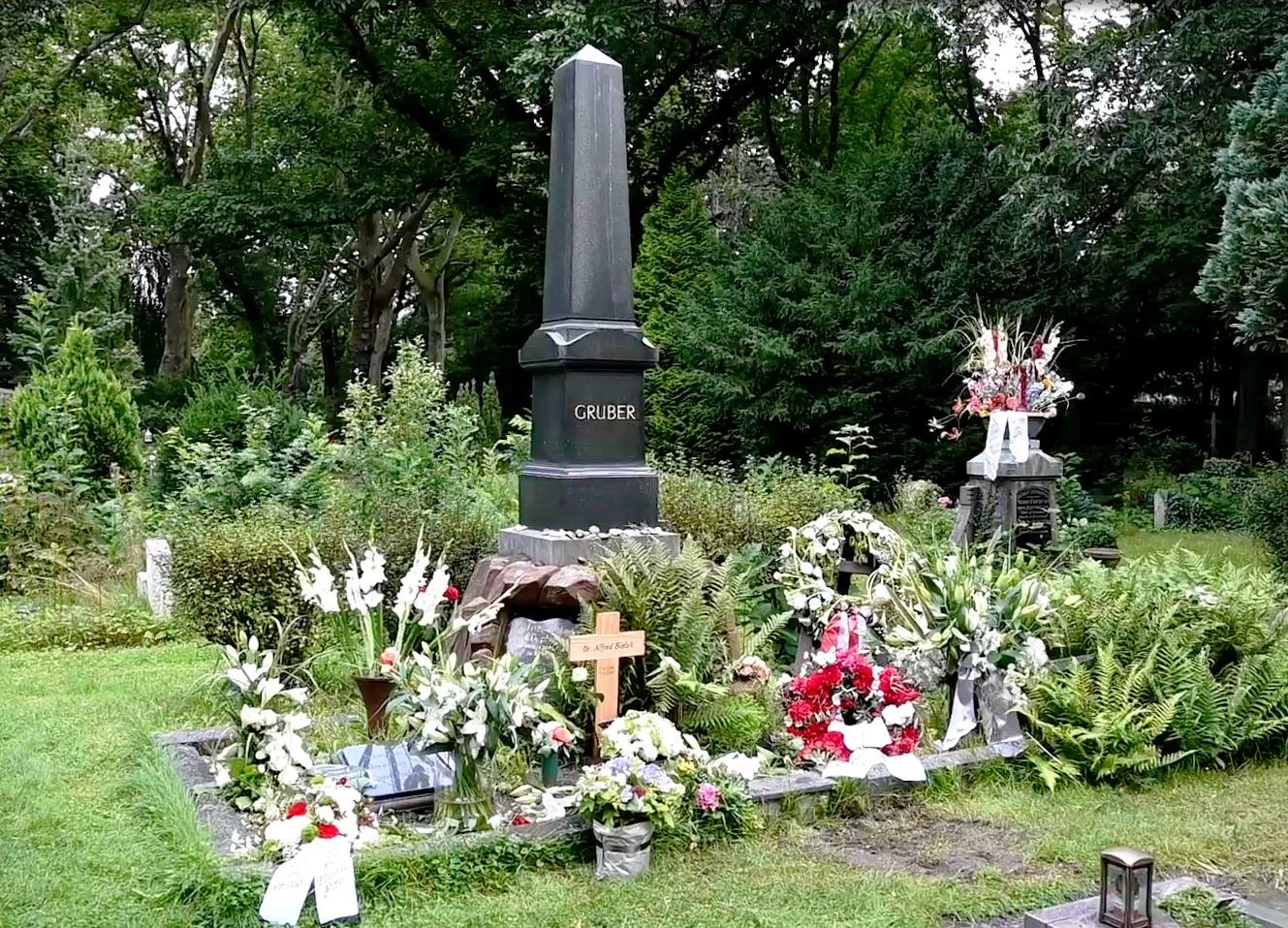
Grób Alfreda Biolka

W 1976 roku rozpoczął współpracę z WDR z siedzibą w Kolonii, przygotowując – wraz z dziennikarzem Dieterem Thomą – talk show Kölner Treff. Od 1978 do 1982 roku prowadził autorski muzyczny program Bio’s Bahnhof, w którym swój debiut telewizyjny miała Kate Bush oraz Sting. Kolejnymi jego programami były Show Bühne (1983–1987) oraz Mensch Meier (1985–1991).
W latach 1991–2003 prowadził na antenie Das Erste cotygodniowe talk-show Boulevard Bio. W 1994 roku przygotowywał autorską audycję kulinarną alfredissimo!, w której zapraszał do wspólnego gotowania znane osobistości ze świata show biznesu i polityki. Ostatni odcinek programu został wyemitowany w 2007 roku. Od 2012 roku moderował comiesięczną dyskusję Biogram w Contra-Kreis-Theater w Bonn.
W 2018 roku opublikował książkę kulinarną Die Rezepte meines Lebens.
Alfred Biolek zmarł 23 lipca 2021 roku w wieku 87 lat w swoim kolońskim mieszkaniu. Został pochowany w na cmentarzu Melaten w Kolonii w grobowcu rodzinnym swojego przyjaciela, założyciela Photokina Leo Fritza Grubera.